# Bohdan Andrzejewski
Bohdan Andrzejewski (Kielce, 1942. január 15. –) világbajnok, olimpiai bronzérmes lengyel párbajtőrvívó.